# Дитячо-юнацька спортивна школа
Дитячо-юнацька спортивна школа (ДЮСШ) або скорочено спортивна школа  — заклад позашкільної освіти спортивного профілю.
Дитячо-юнацькі спортивні школи розвивають здібностей вихованців в обраному виді спорту, створюють умови для виховання, фізичного розвитку, повноцінного оздоровлення, змістовного відпочинку і дозвілля дітей та молоді, самореалізації, набуття навичок здорового способу життя, підготовки спортивного резерву для збірних команд України.
Станом на жовтень 2011 року в Україні функціонує 1687 дитячо-юнацьких спортивних шкіл різних форм власності та підпорядкування, в яких налічується більше півмільйона вихованців віком від 6 до 18 років.
До занять у спортивних школах також залучено 6,5 тис. дітей-інвалідів різних нозологій.
191 спортивна школа має статус спеціалізованої школи олімпійського резерву.
Незалежно від їх підпорядкування та форми власності, дія «Положення про дитячо-юнацьку спортивну школу» поширюється на такі типи спортивних шкіл, як
- комплексні дитячо-юнацькі спортивні школи,
- дитячо-юнацькі спортивні школи з видів спорту,
- дитячо-юнацькі спортивні школи для осіб з інвалідністю,
- спеціалізовані дитячо-юнацькі спортивні школи олімпійського резерву,
- спеціалізовані дитячо-юнацькі спортивні школи для осіб з інвалідністю паралімпійського та дефлімпійського резерву.

Мінмолодьспорт здійснює в установленому порядку організаційно-методичне забезпечення діяльності спортивних шкіл незалежно від підпорядкування, типу і форми власності. До 2013 року організаційно-методичне забезпечення діяльності спортивних шкіл здійснювалось взаємно з МОН (подвійне підпорядкування).
Спортивні школи можуть бути державної, комунальної або приватної форми власності.
Засновником спортивних шкіл можуть бути:
- центральні та місцеві органи виконавчої влади і органи місцевого самоврядування;
- фізкультурно-спортивні товариства, інші громадські об'єднання фізкультурно-спортивної спрямованості;
- підприємства, установи, організації та їх об'єднання; (до 2020 року «підприємства, установи, організації та їх об'єднання, крім державних та комунальних;»)
- громадяни України.

Спортивна школа є юридичною особою і діє на підставі статуту, що розробляється на основі «Положення про дитячо-юнацьку спортивну школу» та затверджується засновником (власником).
Проблемним питанням є фінансування та сучасне оснащення спеціалізованих навчальних закладів спортивного профілю, а також визначення нової методології фізичного виховання дітей та молоді.